# Lista campionilor mondiali la ciclism rutier
Aceasta este o lisă a campionilor mondiali la ciclism rutier.

## Masculin
| Anul                            | Loc                  | Campion mondial (amatori)          | Campion mondial (amatori)      | Campion mondial (amatori)      |
| ------------------------------- | -------------------- | ---------------------------------- | ------------------------------ | ------------------------------ |
| 1921                            | Copenhaga            | Gunnar Sköld                       | Gunnar Sköld                   | Gunnar Sköld                   |
| 1922                            | Liverpool            | David Marsh                        | David Marsh                    | David Marsh                    |
| 1923                            | Zürich               | Liberio Ferrario                   | Liberio Ferrario               | Liberio Ferrario               |
| 1924                            | Paris                | André Leducq                       | André Leducq                   | André Leducq                   |
| 1925                            | Apeldoorn            | Henri Hoevenaers                   | Henri Hoevenaers               | Henri Hoevenaers               |
| 1926                            | Milano–Turin         | Octave Dayen                       | Octave Dayen                   | Octave Dayen                   |
| Anul                            | Loc                  | Campioni mondiali (profesioniști)  | Campioni mondiali (amatori)    | Campioni mondiali (amatori)    |
| 1927                            | Nürburgring          | Alfredo Binda                      | Jean Aerts                     | Jean Aerts                     |
| 1928                            | Budapesta            | Georges Ronsse                     | Allegro Grandi                 | Allegro Grandi                 |
| 1929                            | Zürich               | Georges Ronsse                     | Pierino Bertolazzo             | Pierino Bertolazzo             |
| 1930                            | Lüttich              | Alfredo Binda                      | Giuseppe Martano               | Giuseppe Martano               |
| 1931                            | Copenhaga            | Learco Guerra                      | Henry Hansen                   | Henry Hansen                   |
| 1932                            | Roma                 | Alfredo Binda                      | Giuseppe Martano               | Giuseppe Martano               |
|                                 | Monthléry            | Georges Speicher                   | Paul Egli                      | Paul Egli                      |
| 1934                            | Leipzig              | Karel Kaers                        | Kees Pellenaers                | Kees Pellenaers                |
| 1935                            | Floreffe             | Jean Aerts                         | Ivo Mancini                    | Ivo Mancini                    |
| 1936                            | Berna                | Antonin Magne                      | Edgar Buchwalder               | Edgar Buchwalder               |
| 1937                            | Copenhaga            | Eloi Meulenberg                    | Adolfo Leoni                   | Adolfo Leoni                   |
| 1938                            | Valkenburg           | Marcel Kint                        | Hans Knecht                    | Hans Knecht                    |
| între 1939–45 nu s-a desfășurat |                      |                                    |                                |                                |
| 1946                            | Reims                | Hans Knecht                        | Henri Aubry                    | Henri Aubry                    |
| 1947                            | Valkenburg           | Theofiel Middelkamp                | Alfio Ferrari                  | Alfio Ferrari                  |
| 1948                            | Copenhaga            | Alberic Schotte                    | Harry Snell                    | Harry Snell                    |
| 1949                            | Zürich               | Rik Van Steenbergen                | Henk Vaanhof                   | Henk Vaanhof                   |
| 1950                            | Moorslede            | Alberic Schotte                    | Jack Hoobin                    | Jack Hoobin                    |
| 1951                            | Varese               | Ferdy Kübler                       | Gianni Ghidini                 | Gianni Ghidini                 |
| 1952                            | Luxemburg            | Heinz Müller                       | Luciano Giancolla              | Luciano Giancolla              |
| 1953                            | Lugano               | Fausto Coppi                       | Ricardo Filippi                | Ricardo Filippi                |
| 1954                            | Solingen             | Louison Bobet                      | Emile van Cauter               | Emile van Cauter               |
| 1955                            | Frascati             | Constant Ockers                    | Sante Ranucci                  | Sante Ranucci                  |
| 1956                            | Ballerup             | Rik Van Steenbergen                | Frans Mahn                     | Frans Mahn                     |
| 1957                            | Waregem              | Rik Van Steenbergen                | Louis Proost                   | Louis Proost                   |
| 1958                            | Reims                | Ercole Baldini                     | Gustav-Adolf Schur             | Gustav-Adolf Schur             |
| 1959                            | Zandvoort            | André Darrigade                    | Gustav-Adolf Schur             | Gustav-Adolf Schur             |
| 1960                            | Sachsenring          | Rik Van Looy                       | Bernhard Eckstein              | Bernhard Eckstein              |
| 1961                            | Berna                | Rik Van Looy                       | Jean Jourden                   | Jean Jourden                   |
| 1962                            | Salò                 | Jean Stablinski                    | Renato Bongioni                | Renato Bongioni                |
| 1963                            | Ronse                | Benoni Beheyt                      | Flaviano Vicentini             | Flaviano Vicentini             |
| 1964                            | Sallanches           | Jan Janssen                        | Eddy Merckx                    | Eddy Merckx                    |
| 1965                            | Lasarte-Oria         | Tom Simpson                        | Jacques Botherel               | Jacques Botherel               |
| 1966                            | Nürburgring          | Rudi Altig                         | Evert Dolman                   | Evert Dolman                   |
| 1967                            | Heerlen              | Eddy Merckx                        | Graham Webb                    | Graham Webb                    |
| 1968                            | Imola                | Vittorio Adorni                    | Vittorio Marcelli              | Vittorio Marcelli              |
| 1969                            | Zolder               | Harm Ottenbros                     | Leif Mortensen                 | Leif Mortensen                 |
| 1970                            | Leicester            | Jean-Pierre Monseré                | Jørgen Schmidt                 | Jørgen Schmidt                 |
| 1971                            | Mendrisio            | Eddy Merckx                        | Régis Ovion                    | Régis Ovion                    |
| 1972                            | Gap                  | Marino Basso                       | Hennie Kuiper                  | Hennie Kuiper                  |
| 1973                            | Montjuïc             | Felice Gimondi                     | Ryszard Szurkowski             | Ryszard Szurkowski             |
| 1974                            | Montreal             | Eddy Merckx                        | Janusz Kowalski                | Janusz Kowalski                |
| 1975                            | Yvoir                | Hennie Kuiper                      | Adrianus Gevers                | Adrianus Gevers                |
| 1976                            | Ostuni               | Freddy Maertens                    | Bernt Johansson                | Bernt Johansson                |
| 1977                            | San Cristóbal        | Francesco Moser                    | Claudio Corti                  | Claudio Corti                  |
| 1978                            | Nürburgring          | Gerrie Knetemann                   | Gilbert Glaus                  | Gilbert Glaus                  |
| 1979                            | Valkenburg           | Jan Raas                           | Gianni Giacomini               | Gianni Giacomini               |
| 1980                            | Sallanches           | Bernard Hinault                    | Sergei Suchorutschenkow        | Sergei Suchorutschenkow        |
| 1981                            | Praga                | Freddy Maertens                    | Andrej Vedernikow              | Andrej Vedernikow              |
| 1982                            | Goodwood             | Giuseppe Saronni                   | Bernd Drogan                   | Bernd Drogan                   |
| 1983                            | Altenrhein           | Greg LeMond                        | Uwe Raab                       | Uwe Raab                       |
| 1984                            | Barcelona            | Claude Criquielion                 | Alexi Grewal                   | Alexi Grewal                   |
| 1985                            | Giavera del Montello | Joop Zoetemelk                     | Lech Piasecki                  | Lech Piasecki                  |
| 1986                            | Colorado Springs     | Moreno Argentin                    | Uwe Ampler                     | Uwe Ampler                     |
| 1987                            | Villach              | Stephen Roche                      | Richard Vivien                 | Richard Vivien                 |
| 1988                            | Ronse                | Maurizio Fondriest                 | Olaf Ludwig                    | Olaf Ludwig                    |
| 1989                            | Chambéry             | Greg LeMond                        | Joachim Halupczok              | Joachim Halupczok              |
| 1990                            | Utsunomiya           | Rudy Dhaenens                      | Mirko Gualdi                   | Mirko Gualdi                   |
| 1991                            | Stuttgart            | Gianni Bugno                       | Wiktor Rjaksinski              | Wiktor Rjaksinski              |
| 1992                            | Benidorm             | Gianni Bugno                       | Fabio Casartelli               | Fabio Casartelli               |
| 1993                            | Oslo                 | Lance Armstrong                    | Jan Ullrich                    | Jan Ullrich                    |
| Anul                            | Loc                  | Campioni mondiali (profesioniști)  | Campioni mondiali (amatori)    | Campioni mondiali (individual) |
| 1994                            | Agrigent             | Luc Leblanc                        | Alex Pedersen                  | Chris Boardman                 |
| 1995                            | Bogotá               | Abraham Olano                      | Danny Nelissen                 | Miguel Indurain                |
| Anul                            | Loc                  | Campioni mondiali (ciclism rutier) | Campioni mondiali (individual) | Campioni mondiali (individual) |
| 1996                            | Lugano               | Johan Museeuw                      | Alex Zülle                     | Alex Zülle                     |
| 1997                            | San Sebastián        | Laurent Brochard                   | Laurent Jalabert               | Laurent Jalabert               |
| 1998                            | Valkenburg           | Oscar Camenzind                    | Abraham Olano                  | Abraham Olano                  |
| 1999                            | Verona               | Óscar Freire                       | Jan Ullrich                    | Jan Ullrich                    |
| 2000                            | Plouay               | Romāns Vainšteins                  | Serhij Hontschar               | Serhij Hontschar               |
| 2001                            | Lisabona             | Óscar Freire                       | Jan Ullrich                    | Jan Ullrich                    |
| 2002                            | Zolder               | Mario Cipollini                    | Santiago Botero                | Santiago Botero                |
| 2003                            | Hamilton             | Igor Astarloa                      | Michael Rogers                 | Michael Rogers                 |
| 2004                            | Verona               | Óscar Freire                       | Michael Rogers                 | Michael Rogers                 |
| 2005                            | Madrid               | Tom Boonen                         | Michael Rogers                 | Michael Rogers                 |
| 2006                            | Salzburg             | Paolo Bettini                      | Fabian Cancellara              | Fabian Cancellara              |
| 2007                            | Stuttgart            | Paolo Bettini                      | Fabian Cancellara              | Fabian Cancellara              |
| 2008                            | Varese               | Alessandro Ballan                  | Bert Grabsch                   | Bert Grabsch                   |
| 2009                            | Mendrisio            | Cadel Evans                        | Fabian Cancellara              | Fabian Cancellara              |

## Feminin
| Anul | Loc                  | Campioane mondiale (ciclism rutier) | Campioane mondiale (ciclism rutier) |
| ---- | -------------------- | ----------------------------------- | ----------------------------------- |
| 1958 | Reims                | Elsy Jacobs                         | Elsy Jacobs                         |
| 1959 | Zandvoort            | Yvonne Reynders                     | Yvonne Reynders                     |
| 1960 | Sachsenring          | Beryl Burton                        | Beryl Burton                        |
| 1961 | Berna                | Yvonne Reynders                     | Yvonne Reynders                     |
| 1962 | Salò                 | Marie-Rose Gaillard                 | Marie-Rose Gaillard                 |
| 1963 | Ronse                | Yvonne Reynders                     | Yvonne Reynders                     |
| 1964 | Sallanches           | Emilia Sonka                        | Emilia Sonka                        |
| 1965 | Lasarte-Oria         | Elisabeth Eichholz                  | Elisabeth Eichholz                  |
| 1966 | Nürburgring          | Yvonne Reynders                     | Yvonne Reynders                     |
| 1967 | Heerlen              | Beryl Burton                        | Beryl Burton                        |
| 1968 | Imola                | Keetie van Oosten-Hage              | Keetie van Oosten-Hage              |
| 1969 | Brünn                | Audrey McElmury                     | Audrey McElmury                     |
| 1970 | Leicester            | Anna Konkina                        | Anna Konkina                        |
| 1971 | Mendrisio            | Anna Konkina                        | Anna Konkina                        |
| 1972 | Gap                  | Geneviève Gambillon                 | Geneviève Gambillon                 |
| 1973 | Montjuïc             | Nicole Van Den Broeck               | Nicole Van Den Broeck               |
| 1974 | Montreal             | Geneviève Gambillon                 | Geneviève Gambillon                 |
| 1975 | Yvoir                | Tineke Fopma                        | Tineke Fopma                        |
| 1976 | Ostuni               | Keetie van Oosten-Hage              | Keetie van Oosten-Hage              |
| 1977 | San Cristóbal        | Josiane Bost                        | Josiane Bost                        |
| 1978 | Nürburgring          | Beate Habetz                        | Beate Habetz                        |
| 1979 | Valkenburg           | Petra de Bruin                      | Petra de Bruin                      |
| 1980 | Sallanches           | Beth Heiden                         | Beth Heiden                         |
| 1981 | Praga                | Ute Enzenauer                       | Ute Enzenauer                       |
| 1982 | Goodwood             | Mandy Jones                         | Mandy Jones                         |
| 1983 | Altenrhein           | Marianne Berglund                   | Marianne Berglund                   |
| 1984 | Los Angeles          | Connie Carpenter-Phinney            | Connie Carpenter-Phinney            |
| 1985 | Giavera del Montello | Jeannie Longo-Ciprelli              | Jeannie Longo-Ciprelli              |
| 1986 | Colorado Springs     | Jeannie Longo-Ciprelli              | Jeannie Longo-Ciprelli              |
| 1987 | Villach              | Jeannie Longo-Ciprelli              | Jeannie Longo-Ciprelli              |
| 1988 | Seoul                | Monique Knol                        | Monique Knol                        |
| 1989 | Chambéry             | Jeannie Longo-Ciprelli              | Jeannie Longo-Ciprelli              |
| 1990 | Utsunomiya           | Catherine Marsal                    | Catherine Marsal                    |
| 1991 | Stuttgart            | Leontien Zijlaard-van Moorsel       | Leontien Zijlaard-van Moorsel       |
| 1992 | Barcelona            | Kathryn Watt                        | Kathryn Watt                        |
| 1993 | Oslo                 | Leontien Zijlaard-van Moorsel       | Leontien Zijlaard-van Moorsel       |
| Anul | Loc                  | Campioane mondiale (ciclism rutier) | Camioane mondiale (individual)      |
| 1994 | Agrigent             | Monica Valvik-Valen                 | Karen Kurreck                       |
| 1995 | Bogotá               | Jeannie Longo-Ciprelli              | Jeannie Longo-Ciprelli              |
| 1996 | Lugano               | Barbara Heeb                        | Jeannie Longo-Ciprelli              |
| 1997 | San Sebastián        | Alessandra Cappellotto              | Jeannie Longo-Ciprelli              |
| 1998 | Valkenburg           | Diana Žiliūtė                       | Leontien Zijlaard-van Moorsel       |
| 1999 | Verona               | Edita Pučinskaitė                   | Leontien Zijlaard-van Moorsel       |
| 2000 | Plouay               | Sinaida Stahurskaja                 | Mari Holden                         |
| 2001 | Lissabon             | Rasa Polikevičiūtė                  | Jeannie Longo-Ciprelli              |
| 2002 | Zolder               | Susanne Ljungskog                   | Sulfija Sabirowa                    |
| 2003 | Hamilton             | Susanne Ljungskog                   | Joane Somarriba                     |
| 2004 | Verona               | Judith Arndt                        | Karin Thürig                        |
| 2005 | Madrid               | Regina Schleicher                   | Karin Thürig                        |
| 2006 | Salzburg             | Marianne Vos                        | Kristin Armstrong                   |
| 2007 | Stuttgart            | Marta Bastianelli                   | Hanka Kupfernagel                   |
| 2008 | Varese               | Nicole Cooke                        | Amber Neben                         |
| 2009 | Mendrisio            | Tatiana Guderzo                     | Kristin Armstrong                   |